# Budzówka
Budzówka (niem. Pause Bach)– rzeka, lewy dopływ Nysy Kłodzkiej o długości 25,7 km. Źródła Budzówki znajdują się w okolicach Przełęczy Srebrnej, a ujście powyżej Paczkowa. Nad Budzówką leżą Ząbkowice Śląskie i Kamieniec Ząbkowicki (tuż przed ujściem do Nysy).

## Nazwa
Dawniej rzeka nazywała się Budzów. Od jej nazwy wzięła się nazwa wsi Budzów. Świadczy o tym Księga henrykowska. Pierwsza wzmianka o rzece pochodzi z 1221 roku. Ludność niemiecka zgermanizowała nazwę na Pause Bach.